# Пластовское городское поселение
Пластовское городско́е поселе́ние — упраздненное в 2024 муниципальное образование в Пластовском районе Челябинской области Российской Федерации.
Административный центр — город Пласт.

## История
Статус и границы городского поселения установлены Законом Челябинской области от 24 июня 2004 года № 248-ЗО «О статусе и границах Пластовского муниципального района, городского и сельских поселений в его составе».

## Население
| 2002    | 2009    | 2010    | 2011    | 2012    | 2013    | 2014    |
| ------- | ------- | ------- | ------- | ------- | ------- | ------- |
| 24 275  | ↘17 460 | ↘17 376 | ↘17 337 | ↘17 281 | ↘17 242 | ↗17 292 |
| 2015    | 2016    | 2017    | 2018    | 2019    | 2020    | 2021    |
| ↗17 567 | ↘17 523 | ↗17 687 | ↘17 544 | ↘17 290 | ↗17 310 | ↗18 379 |
| 2023    |         |         |         |         |         |         |
| ↘18 245 |         |         |         |         |         |         |

## Состав городского поселения
| № | Населённый пункт | Тип населённого пункта        | Население |
| - | ---------------- | ----------------------------- | --------- |
| 1 | Пласт            | город, административный центр | ↘18 243   |
| 2 | Пчельник         | хутор                         | ↘0        |